# Sphinx maurorum
Sphinx maurorum är en fjärilsart som beskrevs av Jordan 1931. Sphinx maurorum ingår i släktet Sphinx och familjen svärmare. Inga underarter finns listade i Catalogue of Life.